# Станько Анна Володимирівна
А́нна Станько́ (англ. Anna Stanko, 28 березня 1945, село Хащованя Сколівського району Львівської області) — українська піаністка, композиторка, диригентка та аранжувальниця. Заслужена артистка України, професорка кафедри камерного ансамблю Львівської національної музичної академії.

## Життєпис
Після закінчення Стрийської музичної семирічної школи в 1959 році вступила у Львівське музичне училище, яке закінчила в 1963 р. за спеціальностями фортепіано і теорія музики. В цьому ж році вступила в Ленінградську консерваторію ім. Римського-Корсакова, яку закінчила в 1968 р. по класу фортепіано у професора Калмикова В. О. У 1968—1971 рр. працювала за призначенням в Краснодарському інституті культури на кафедрі фортепіано. З 1971 р. по сьгоднішній день працює у Л(Н)ДМА ім М.Лисенка спочатку як концертмейстерка на кафедрі скрипки, а з 1978 р. — викладачка на кафедрі камерного ансамблю.
В 1990–1991 рр. закінчила вищі курси гри на органі та клавесині в Мінську, Казані, Москві та Цюриху.
У 1996 році отримала почесне звання Заслужений артист України та вчене звання доцентки. З 2004 року працює на посаді професорки кафедри камерного ансамблю та квартету. Постійно веде активну виконавську діяльність, виступаючи в різних жанрах як солістка, ансамблістка та концертмейстерка.

## Науково-методична та творча діяльність

### Виконавська робота
Впродовж всього періоду після навчання Станько веде інтенсивне концертне життя. Виступала в залах Львова, Києва, інших міст України, Польщі, в постсоюзних республіках. Там проходили камерні концерти, в яких вона виступає як піаністка, органістка, клавесиністка з провідними музикантами України, Польщі, Росії. Серед них народна артистка України Л. Шутко, концертмейстер оркестру варшавської філармонії П. Цегельський, лавреатка міжнародних конкурсів Анна Савицька, домрист М. Міхєєв.
Разом із співаком О. Чібісовим Станько вперше у Львові познайомила слухачів з вокальними циклами Ґустава Малера. Як аранжувальниця обробила для скрипки, альта (віолончелі) і фортепіано «Парафраз на теми симфоній Ґустава Малера» — «Малеріана» (частина 1, 2 і 3).
Часто виступає з Львівськими камерними оркестрами «Perpetuum mobile»[недоступне посилання з червня 2019] та «Академія»[недоступне посилання з липня 2019], хоровою капелою «Трембіта», виконуючи партії органу чи клавесину.
В консерваторії виступала в дуетах, тріо, квінтетах з викладачами Б. Каськівим, О. Когут, Л. Чайковською, О. Андрейко, Ю. Соколовським із творами світової класики, сучасною та українською камерною музикою.
З 1977 по 1987 рр. грала в ансамблі зі скрипалькою Лідією Шутко. Від Союзконцерту та Укрконцерту виступи цього ансамблю прозвучали в усіх республіканських філармоніях, а також у Львові та Ленінграді.
Неодноразово брала участь у фестивалях Львівської філармонії: «Віртуози Львова», «Дні Моцарта у Львові», «Дні музики Баха, Генделя, Скарлатті» ; у фестивалі «Духовної музики» (Варшава, Краків), пам'яті В. Барвінського, хор-фесті «Золотоверхий Київ», «Органум» (Суми).
З 1990 р. виступає як органістка та клавесиністка в Львівському будинку органної та камерної музики, в складі камерних оркестрів: Лауреата Шевченківської премії Заслуженої хорової капели України «Трембіта»", камерного оркестру «Perpetuum mobile», «Леополіс», «Віртуози Львова», з хором «Гомін». Брала участь у майстеркласах у Цюриху (Швейцарія), Мінську, Казані, Москві.
В залі органної та камерної музики постійно відбуваються її сольні та ансамблеві концерти, в яких виступала як органістка або клавесиністка зі скрипалями Д. Шассаром (посол Франції в Україні), концертмейстром оркестру варшавської філармонії П. Цегельським, Лідією Шутко, Анною Савицькою. Серед цих концертів також тематичні програми з Т. Шуп'яною — «Верджинальна музика Англії» та «Концерти духовної музики».
Брала участь у концертах до 2000-ліття Різдва Христового — «Італійська старовинна соната» (Л. Шутко — скрипка, А. Станько — орган), в сольному концерті скрипальки А. Савицької (А. Станько — орган). В складі інструментального квартету та тріо бере участь у концертах «Колядки народів світу» і «Музика Великого Посту» — щорічно; в концертах для дипломатичного корпусу Японії, для посольства Нідерландів на честь національного свята «Дня народження королеви Беатрікс».
Виконувала партію органу в крнцерті з творів українських композиторів у Римі в церкві Св. Марії над Мінервою (2001 рік) з нагоди "Паломництва подяки святійшому Отцеві за його візит в Україну (О. Козаренко — «Страсті Господа нашого Ісуса Христа»).
Інструментальний квартет у складі Т. Шуп'яна, Н. Богданова (флейта), Т. Демянчик (віолончель), А. Станько (клавесин) часто виступає у Львові та області, бере участь у фестивалі Органум (м. Суми).

### Науково-методична робота
Анна Станько виконала розщифровку цифрового басу в ораторії Г. Ф. Генделя «Dixit Dominus», цифрового басу в «Псаломі № 51» і в «Кантаті № 140» Й. С. Баха. Написала рецензії на методичні роботи «Скрипкові сонати М.Скорика, та проблеми їх інтерпретації», «Розвиток технічних навичок у студентів оркестрового факультету струнного відділу», «Специфіка викладання предмету „камерний ансамбль“ в спеціальних музичних школах та музичних училищах» і інші.